# Завидово (Печетовское сельское поселение)
Зави́дово — деревня в Кимрском районе Тверской области.
Входит в состав Печетовского сельского поселения.

## География и транспорт
Деревня Завидово по автодорогам расположена в 32 км к северо-западу от города Кимры, в 40 км от железнодорожной станции Савёлово, и в 170 км от МКАД.
Деревня находится на реке Большая Пудица и окружена массивом мелколиственных и хвойных лесов. Почва в деревне в большинстве своем относится к супесям, во многих местах присутствуют значительные залежи торфа. К северо-востоку от деревни находится Битюковское болото.
Ближайшие населенные пункты — деревни Володарское, Паскино, Лукьяново и Сотское.

## История

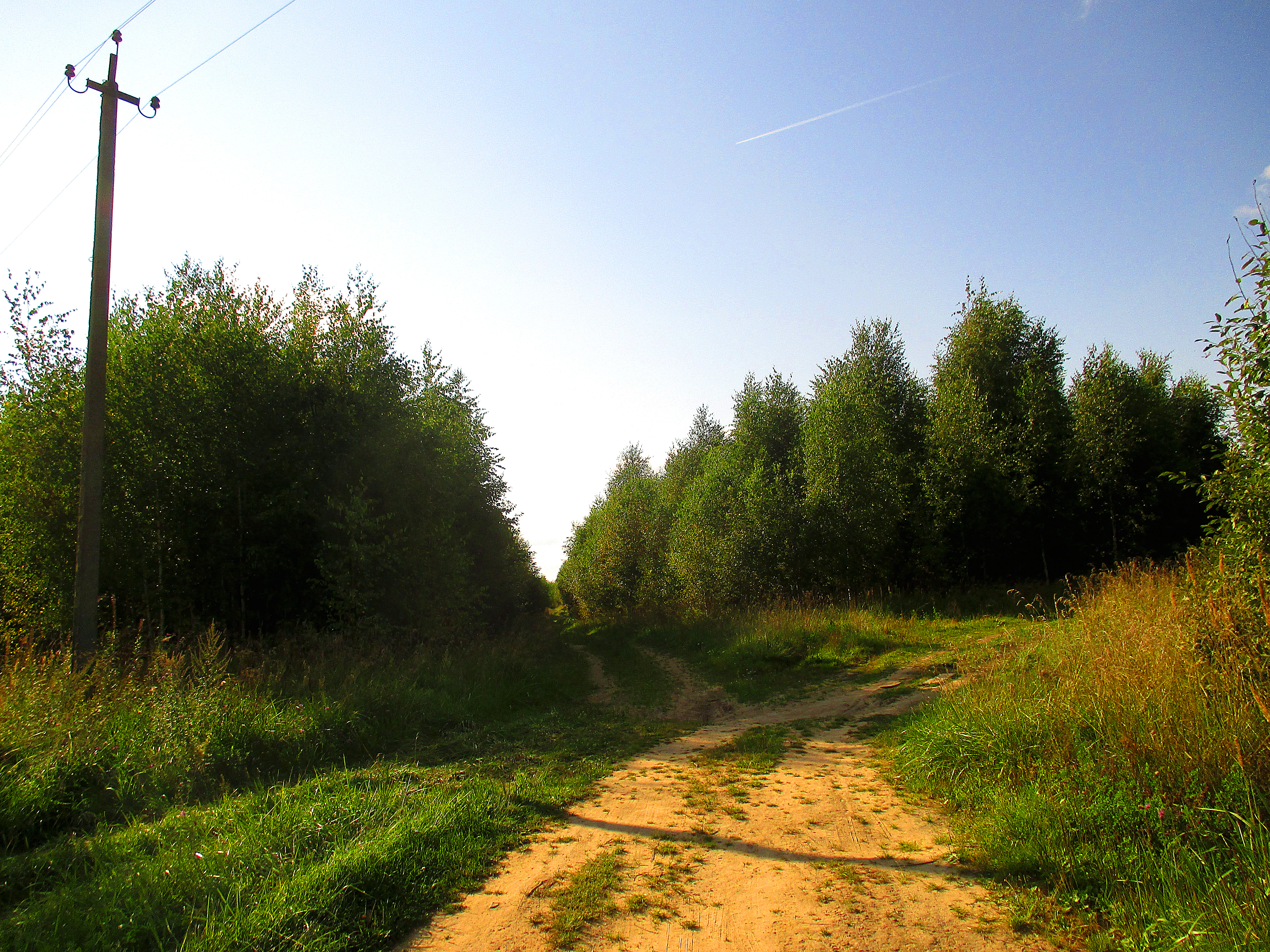
Дороги к деревням Завидово и Лукьяново

Согласно «Словарю кимрских деревень» Е.А. Релиной, первое упоминание о деревне Завидово датируется 1628 г.: 
"В 1628 году деревня в 1 двор с 3 бобылями находилась в Кашинском уезде в Большой слободе Задубровской и принадлежала кашинцу Игнатию Петровичу Кошкарову. В 1780-х годах существовало сельцо Завидово в 4 двора с 10 мужчинами и 13 женщинами, принадлежало флота лейтенанту Алексею Никифоровичу Хвостову, Петру Васильевичу Сипягину, Петру Петровичу Мельсину, Сергею и Илье Кирилловичам Иевским, часть Егора Кирилловича Иевского отошла в казну. В 1806 году владельцами числятся гвардии прапорщик Адам Петрович Мельсин и капитан Лев Сергеевич Иевский. В сельце 7 дворов с 26 мужчинами и 20 женщинами. В 1846 году владельцем назван Дмитрий Васильевич Перхуров. В 1887 году деревня Завидово стоит на правом берегу реки Большой Пудицы. В четверти версты от неё находится деревня Лукьяново, с которой деревня Завидово имеет общий надел. Дети учатся в деревне Паскино. Промысел сапожный, работают на кимрский рынок. В деревне 25 дворов с 68 мужчинами и 82 женщинами."
Деревня Завидово впервые появляется на карте Тверской губернии А. Менде 1853 г. При сопоставлении данной карты с современными картами, можно сделать вывод, что близлежащая территория к деревне Завидово мало изменилась со времен 1853 г.
Во второй половине XIX — начале XX века деревня Завидово входила в Паскинскую волость Корчевского уезда Тверской губернии.
В 1929 г. деревня Завидово вошла в состав новообразованного Кимрского района, который, в свою очередь, вошел в состав Московской области.
В 1935 г. деревня вошла в состав новообразованной Калининской области.
С начала 90-х гг. деревня была в составе Паскинского сельского округа (ликвидирован в 2006 г.).
В 2006 г. деревня Завидово вошла в состав новообразованного Печетовского сельского поселения.
В 2018 г. в деревне Паскино, находящейся в 3 км от деревни Завидово, имеется продуктовый магазин и отделение связи.
Ближайший банкомат и отделение Сбербанка находятся в городе Кимры.

## Население
| 1859 | 2002 | 2010 |
| ---- | ---- | ---- |
| 135  | ↘0   | →0   |

## Достопримечательности
- река Большая Пудица и близлежащие леса пользуются большой популярностью у рыболовов и охотников.